# Херсонес (мис)
44°34′59″ пн. ш. 33°22′49″ сх. д. / 44.58306° пн. ш. 33.38028° сх. д.
Херсон́ес (крим. Hersones) — найзахідніший мис Гераклейського півострова.
З 07 вересня 2023 належить Бахчисарайському району Автономної Республіки Крим.
Відомі й інші назви цього мису: Парфеній, Парфенон, Ліхтарі-Кап. Назву Херсонес в античності мали багато різних місць, найвідомішими з яких є: місцевість у Карії у міста Бібасса; міста Херсонес Коринфський, Херсонес Таврійський; півострів між Геллеспонтом та Фракійські морем — Херсонес Фракійський, який останнім часом називають Галліполі. У прямому перекладі з грецької слово «херсонес» означає — мис, півострів. На мису з 1816 року діє маяк, що забезпечує підхід кораблів та суден до порту Севастополь.